# 1862
Évszázadok: 18. század – 19. század – 20. század
Évtizedek: 1810-es évek – 1820-as évek – 1830-as évek – 1840-es évek – 1850-es évek – 1860-as évek – 1870-es évek – 1880-as évek – 1890-es évek – 1900-as évek – 1910-es évek
Évek: 1857 – 1858 – 1859 – 1860 –  1861 – 1862 – 1863 – 1864 – 1865 – 1866 – 1867

## Események

### Határozott dátumú események
- február 5. (Julián naptár szerint január 24.) – Moldva és Havasalföld alkotmányozó gyűlése formálisan is kikiáltja a két román fejedelemség egyesülését, a Egyesült Román Fejedelemségek létrejöttét.[1][2]
- február 22. – Jefferson Davis a Konföderáció fővárosában, Richmondban átveszi hat évre szóló elnöki megbízatását.[3]
- április 6–7. – A Shiloh-i csata.[3]
- április 16. – Az Amerikai Konföderációs Államok bevezetik a sorozást. (A 18 és 35 év közötti fehér férfiakat három év szolgálatra kötelezték, az egy évre beállt önkéntesek szolgálati idejét pedig két évvel megnövelték. 1864-ben ez már a 17 és 50 év közötti férfiakra vonatkozott.)
- április 25. – A Konföderáció elveszti New Orleans városát.[3]
- június 5. – Annam átengedi Kokinkínát Franciaországnak.[4]
- július 1. – Megnyitja kapuit az Orosz Állami Könyvtár.
- július 10. – A Nemzeti Múzeum egyik kiállítási szekrényéből – az 1848-ban feltárt – III. Béla magyar király és első felesége, Châtillon Anna földi maradványait a budavári főtemplom – a Mátyás-templom – szentélye alatti kriptába – két fémkoporsóban – helyezik el.[5]
- szeptember 17. – Antietami csata, melynek végén Robert E. Lee tábornok elveszti hadserege egyharmadát.[3]
- szeptember 23. – II. Radamát és főfeleségét, Rabodo(zanakandriana) királynét Antananarivóban Madagaszkár királyává és királynéjává koronázzák.
- november 3. – Indianapolisban dr. Richard Gatling feltalálja a géppuskát.
- december 11–15. – A fredericksburgi csata.
- december 17. Ulysses S. Grant tábornok azzal vádolja a zsidókat, hogy a déliekkel kereskednek, és parancsot ad elűzésükre az északi területekről; Abraham Lincoln érvényteleníti a parancsot.[6]

### Határozatlan dátumú események
- az év folyamán –
  - A Havasalföldi és a Moldvai fejedelemség egyesüléséből létrejön a Román Fejedelemség.
  - A Porosz Királyság miniszterelnöke Bismarck lett.

## Születések
- február 8. – Ferenczy Károly festőművész († 1917)
- március 2. – Bárkány Mária német drámai színésznő († 1928)
- június 2. – Katona Lajos néprajzkutató, filológus, irodalomtörténész, az MTA tagja († 1910)
- június 4. – Jekelfalussy Zoltán, a Monarchia utolsó fiumei kormányzója († 1945)
- június 7. – Lénárd Fülöp, Nobel-díjas fizikus († 1947)
- július 17. – Oscar Levertin svéd író, költő, irodalomtörténész, kritikus († 1906)
- augusztus 14. – Henrik porosz királyi herceg porosz királyi és német császári herceg, a Német Császári Haditengerészet tengernagya († 1929)
- augusztus 22. – Claude Debussy francia zeneszerző († 1918)
- szeptember 1. – Kövesligethy Radó magyar csillagász, geofizikus, akadémikus († 1934)
- október 19. – Auguste Lumière francia kémikus, a filmművészet és a filmgyártás úttörője († 1954)
- november 4. – Thomán István magyar zongoraművész és zongorapedagógus († 1940)
- november 15. – Gerhart Hauptmann Irodalmi Nobel-díjas német drámaíró († 1946)
- november 26. – Stein Aurél magyar geográfus, régész, orientalista († 1943)
- december 1. – Kégl Sándor orientalista, irodalomtörténész, a magyar iranisztika kiemelkedő alakja, az MTA tagja († 1920)
- december 28. – Kemechey Jenő író, újságíró († 1905)

## Halálozások
- január 1. – Mihajlo Vasziljovics Osztrohradszkij ukrán matematikus, mechanikus és fizikus (* 1801)
- január 10. – Balassa Konstantin, császári és királyi lovassági őrnagy (* 1792)
- január 18. – John Tyler, az Amerikai Egyesült Államok 10. elnöke (* 1790)
- január 23. – Willem Hendrik de Vriese holland botanikus (* 1806)
- február 7. – František Škroup(wd) cseh zenész, zeneszerző, karmester (* 1801)
- február 24. – Bernhard Severin Ingemann, dán író és költő (* 1789)
- március 17. – Franz von Schlik, császári és királyi lovassági tábornok (* 1789)
- március 21. – Alfred Candidus Ferdinand zu Windisch-Grätz, császári és királyi tábornagy, az 1848–49-es szabadságharc egy időszakában a császári csapatok főparancsnoka (* 1787)
- március 29. – Adler György, zeneszerző, egyházzenész és basszusénekes (* 1789)
- április 21. – Reviczky Ádám, gróf (* 1786)
- augusztus 9. – Narcyz Olizar lengyel politikus, államférfi, író, újságíró, festő (* 1794)
- augusztus 21. – Laval Nugent, császári és királyi tábornagy (* 1777)
- augusztus 27. – Egyed Antal, pécsi egyházmegyei katolikus pap, az MTA levelező tagja, költő (* 1779)
- szeptember 25. – Koháry Mária Antónia, magyar zeneszerzőnő (* 1797)
- november 2. – Báthory Gábor, magyar református lelkész (* 1798)
- november 4. – Bémer László, nagyváradi püspök (* 1784)
- november 9. – Bechtold Fülöp, osztrák császári és királyi altábornagy (* 1787)
- november 13. – Ludwig Uhland, német költő (* 1787)